# Pinus merkusii
Pinus merkusii (лат.) — вид вечнозелёных деревьев рода Сосна (Pinus) семейства сосновых (Pinaceae). Ареал естественного распространения — Суматра и Филиппины, но в коммерческих целях вид выращивается по всей Индонезии. Из смолы в больших масштабах производится скипидар.

## Ботаническое описание
Вечнозелёное дерево высотой до 45, редко до 70 метров с прямым стволом, в диаметре достигающим до 200 сантиметров. Кора ствола красновато-коричневая или тёмно-коричневая, тонкая и более или менее гладкая, либо толстая, чешуйчатая и шероховатая, распадающаяся на множество мелких тёмно-серых пластинок. Ветви горизонтальные или прямостоячие и образуют открытую, ширококоническую или неправильную крону. Игольчатые веточки крепкие, безволосые, коричневые или тёмно-коричневые.
Почки цилиндрические, не смолистые, терминальные почки достигают длины 1,5-2 сантиметра. Чешуйки почек коричневые. Хвоя растёт парами в постоянном, 12-18 миллиметровом, красновато-коричневом, базальном влагалище хвои. Хвоя тускло-зелёная, длинная и очень тонкая, прямая или слегка изогнутая, гибкая, длиной 15-20 сантиметров и толщиной около 1 миллиметра. Край иглы мелко зазубрен, конец иглы заострён. На всех сторонах игл имеются мелкие стоматы. Хвоя опадает через два года.
Пыльцевые шишки растут вертикально и спирально расположены группами. Они цилиндрические, длиной от 1,5 до 2,5 сантиметров, диаметром 5 миллиметров. Семенные шишки обычно растут поодиночке, редко попарно, на молодых побегах. Они имеют прочный стебель и отстоят от веток почти под прямым углом. В закрытом состоянии они удлиненно-конические, иногда их всего 5, обычно от 6 до 10 и редко до 11 сантиметров в длину и от 4 до 8 сантиметров в ширину. В раскрытом состоянии они широкояйцевидные. Семенные чешуи светло-красновато-коричневые, тонкие, жесткие, удлиненные, около 3 миллиметров в длину и 1,2-1,5 миллиметра в ширину в середине конуса. Апофиз блестящий, от красновато-коричневого до темно-коричневого цвета, приподнятый, с ромбическим или неправильно-пятиугольным контуром, отчетливо поперечно килеватый и радиально полосатый или бороздчатый. Умбо плоский или несколько вдавленный, тупой к концу и не укрепленный. Семена обратнояйцевидные, длиной от 5 до 7 миллиметров, шириной около 4,5 миллиметра, слегка вдавленные, серовато-коричневые. Семенное крыло узкое, длиной от 20 до 25 миллиметров, постоянное. Шишки созревают на второй год.

## Распространение и среда обитания

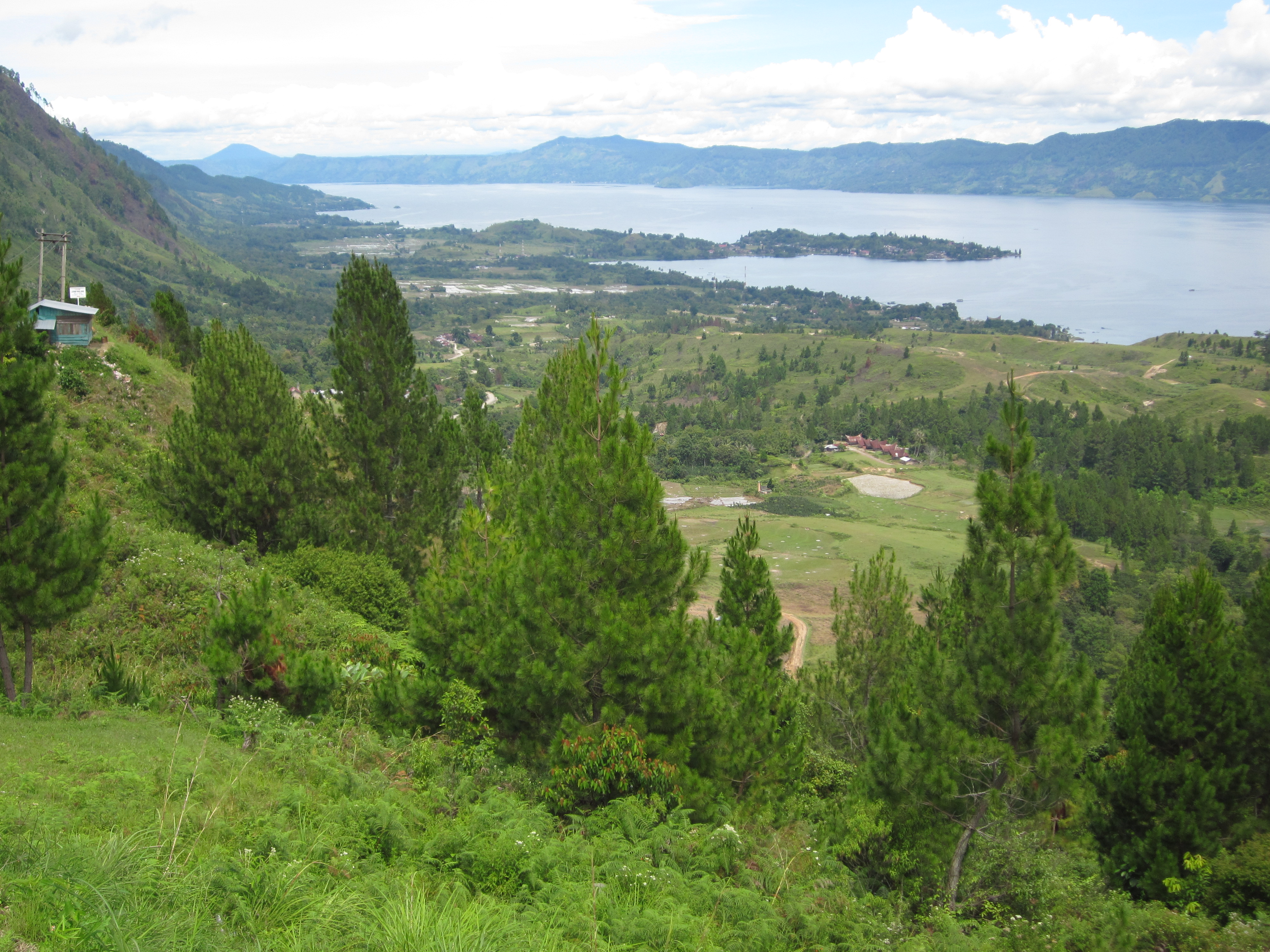
Озеро Тоба на Суматре

Естественный ареал Pinus merkusii находится в Малезийской области на севере и в центре Суматры, а также на филиппинских островах Лусон и Миндоро. По другим данным, районы Юго-Восточной Азии также входят в естественный ареал вида, но деревья этих районов относят к викариантному виду Pinus latteri. На Суматре наиболее обширные насаждения встречаются вокруг озера Тоба и вдоль гор Барисан, и простираются на юг более чем на 2° южной широты. Таким образом, Pinus merkusii имеет самый южный ареал среди всех сосен и является единственным видом сосны, встречающимся к югу от экватора. Pinus merkusii растёт в горных районах и образует открытые сосновые леса или сосновые саванны. Эти экосистемы находятся под сильным влиянием человека или, возможно, развиваются только благодаря его влиянию. Вид образует «травянистую стадию» в качестве адаптации к частым пожарам. Ареал классифицируется как зона зимней суровости 10, со среднегодовыми минимальными температурами от −1,1 до +4,4 °C (30-40 °F).
В Красной книге МСОП вид находится под угрозой исчезновения («Уязвимый»). Основной причиной является интенсивная эксплуатация, которая привела к очень резкому сокращению популяции на Филиппинах. На Суматре также продолжают добывать древесину, но ситуация там лучше. Однако отмечается, что переоценка ещё не завершена.

## История исследований
Впервые вид был научно описан в 1845 году Францем Вильгельмом Юнгхуном и Виллемом Хенриком де Врисом. Родовое название Pinus использовалось уже римлянами для нескольких видов сосен. Видовой эпитет merkusii дан в честь лейтенанта Хендрика Меркуса де Кока, который был генерал-губернатором Голландской Индии с 1826 по 1830 год. Pinus merkusii напоминает викариантный вид Pinus latteri, родом из Юго-Восточной Азии. Травянистая стадия проростков рассматривалась как важный отличительный признак между двумя видами, как адаптация к частым степным пожарам. Поскольку эта стадия сейчас наблюдается у обоих видов, сомнительно, что различия в морфологии, которые носят лишь количественный характер, оправдывают видовой статус. В таком случае Pinus latteri придется принять за разновидность Pinus merkusii var. latteri (Mason) Silba или подвид Pinus merkusii subsp. latteri (Mason) D.Z.Li Pinus merkusii.

## Использование
Уже голландцами в колониальный период Pinus merkusii высаживалась по всей Индонезии за пределами естественного ареала, а позже индонезийцами. Вид является важным источником сосновой смолы, и поэтому Индонезия — один из основных мировых производителей скипидара, который получают из смолы путем дистилляции. На Филиппинах смолу добывают как из Pinus merkusii, так и из Pinus kesiya. С одного дерева в год можно добыть от 3 до 4 килограммов. Молодые деревья дают больше смолы, чем старые, древесина которых затем перерабатывается в целлюлозу для производства бумаги. Высококачественная древесина также используется в качестве строительного леса, для изготовления панелей и мебели. Вид не используется в качестве декоративного дерева, но его можно встретить в ботанических садах Индонезии и Филиппин.